# 小笠原育美
小笠原 育美（おがさわら いくみ）は、日本の音楽家。旧姓：児島 育美 (こじま いくみ) 。東京都世田谷区出身。

## 人物
東京都出身、日本女子大学卒業。
5歳からエレクトーンの演奏を、9歳からピアノの演奏・作曲を始める。10歳でYAMAHAオリジナルコンクール全国大会入賞。14歳で在学中の中学校の校歌を作曲した。
その後、NHK『おかあさんといっしょ』に伴奏のお姉さんとして出演したほか、『安全パトロール』『ピコピコポン』『かずとあそぼう』『理科教室』『ワンワンパッコロ！キャラともワールド』等番組にも出演。また、NHK夕方ニュースのオープニングテーマ曲、TBS『はなまるマーケット』BS日テレ『大海球紀行』日テレ系『news every.』等、数々のTV番組の音楽やコマーシャルソングを手がけている。
オリジナルアルバム『Windy』『小笠原〜Tropical Paradise（配信）』『12’s Breeze』『Message』に続き、2019年にリリースしたピアノソロアルバム『Tears of Joy』は、オランダのハイレゾサイトでダウンロード数1位を記録する。
2019年末の『日本-パラオ親善ヨットレース』のテーマ曲にオリジナル曲『Saling』が決定、CDリリース。
2020年秋、6枚目のオリジナルピアノソロアルバム『Forgotten tales of a Forest〜森の記憶』をリリース。「時の流れで出会った情景・出来事から感じた想いを伝えたい・届けたい・残したい」との理由から、インストゥルメンタルの楽曲となっている。
作編曲活動のほか、ピアニスト・キーボーディストとしてのコンサートへの出演、保育士・幼稚園教諭・学生向けの講演等を全国各地で行なっている。

## ディスコグラフィー
《オリジナルアルバム》
- 『Windy』1999年
- 『小笠原〜Tropical Paradise』（配信）2005年〜
- 『12’s Breeze』2014年
- 『Message』2017年
- 『Tears of Joy』2019年
- 『Goodwill Yacht Race』2019年
- 『Forgotten tales of a Forest 』2020年

## その他作曲・編曲作品
- 1977年横浜市日吉台西中学校校歌作曲
- ミノルタフェアで香港で演奏
- 1988年青函博覧会パビリオン『夢アクセス21』のテーマ曲『Acces to Dream』作曲
- 1991年ナスステンレスTVCM
- 1998年日本クラウンポチャッコのこどものうた（40曲）編曲
- 2000年TBS はなまるマーケットエンディングテーマ曲『輝きの約束』作曲 CD発売。
- 2010年BS日テレ『大海球紀行』のオープニングテーマ曲に『蒼き時の流れに』 2年間放送される。
- 2015年 日テレ系『news every.』お天気コーナータイアップ
- 2019年『日本-パラオ親善ヨットレース』のテーマ曲にオリジナル曲『Saling』が決定、CDリリース。

## 出演・演奏番組
- NHK『おかあさんといっしょ』（1987年より7年間）
- NHKBSプレミアム『ワンワンパッコロ！キャラともワールド』
- NHKFM『今日は家族三世代キッズソング三昧』
- NHK『安全パトロール』
- NHK『ピコピコポン』
- NHK『かずであそぼう』
- NHK『理科教室』